# Andranik Ozanian
 (septembre 2022).
Si vous disposez d'ouvrages ou d'articles de référence ou si vous connaissez des sites web de qualité traitant du thème abordé ici, merci de compléter l'article en donnant les références utiles à sa vérifiabilité et en les liant à la section « Notes et références ».
Andranik ou Antranig Toros Ozanian (en arménien Անդրանիկ Թորոսի Օզանյան), ou Zoravar Antranik ou Antranig (Զորավար Անդրանիկ, « Général Antranik »), est un militaire et héros national arménien né en 1865 et mort en 1927.

## Biographie

### Débuts
Andranik Toros Ozanian est né en Arménie occidentale, à Shabin-Karahisar (aujourd'hui Şebinkarahisar, dans la province turque de Giresun). C'est à l'âge de 22 ans, ayant perdu sa femme et ses deux enfants, qu'il rejoint un groupe de partisans de sa région. Mais c'est à Constantinople, où il rejoint les chefs de file de la pensée politique de l'indépendance de l'Arménie, que s'affirme son destin. Il accepte toutes les missions qui lui sont confiées et c'est tout naturellement qu'à la mort du chef d'un groupe de combat, Serob Aghbiur, il prend sa succession.
Andranik rejoint tout d'abord le parti Hentchak. Mais des divergences avec la politique du parti le poussent à quitter ce dernier pour rejoindre le parti Dachnak.
Là encore, n'appréciant pas les lignes politiques du parti, il se désengage tout en continuant son combat. Entre 1904 et 1913, il continue sa lutte contre l'Empire ottoman en tant qu'émigré et voyage en premier lieu en Iran, à Bakou et Tiflis, puis il parcourt l'Europe : France, Belgique, Grande-Bretagne et Suisse. Il prend contact avec l'Organisation révolutionnaire intérieure macédonienne en 1907 en Bulgarie ; il y retourne et participe au mouvement de libération bulgare.

### Guerres balkaniques
En 1912, il combat contre l'Empire ottoman et rencontre le sous-lieutenant Garéguine Njdeh avec qui il crée une division armée arménienne. Il combat contre Enver Pacha en décembre 1912 et, pour cette initiative, il est décoré de la croix d'or de l'Ordre de la Bravoure, fait citoyen bulgare, pensionné et promu officier. La division de volontaires est dissoute le 28 mai 1913.

### La Première Guerre mondiale
La Première Guerre mondiale lui donne l'occasion de continuer son combat contre les Ottomans. Il retourne dans le Caucase où il combat aux côtés de l'armée russe du Caucase et du général russe Alexandre Zakarievitch Michlaïevsky. Sa connaissance du pays et des habitants lui permettent d'être commandant d'un peloton de volontaires et de montrer ses qualités (novembre 1914). Il participe à la défense de Van, à la bataille de Bitlis et à celle de Muş. Ces actions lui valent des décorations française, russe, grecque et arménienne. En 1915, il est nommé commandant de toutes les forces des arméniens volontaires. En mars 1916, le général Nikolaï Ioudenitch réorganisant les forces russes, il démissionne, organise l'aide aux réfugiés et participe au journal Ayastan.

### La chute de l'Empire russe
La chute de l'Empire russe en 1917 et l'effondrement de l'armée qui en résulte l'amènent à créer une armée arménienne indépendante ayant pour objet la libération totale de l'Arménie orientale. Nommé général en chef, il est à la tête de plusieurs milliers d'hommes, tous volontaires. Mais c'est bien insuffisant pour lutter seul contre la puissante armée turque aidée par les Allemands, et il se résout à abandonner ses attaques pour libérer Erzeroum. La Russie ne se préoccupe plus guère que de sa propre révolution et l'Arménie en profite pour se libérer de la domination russe établie sur son territoire au XIXe siècle. C'est la naissance de la République démocratique d'Arménie en mai 1918. Andranik adhère aux idées du nouveau régime russe et désire maintenir des relations amicales stables avec celui-ci. Mais le parti Dachnak, dominant la politique arménienne, ne voit pas ces relations d'un bon œil. Cette divergence d'opinion entraîne la démission d'Andranik du parti. La brillante défense du Zanguezour (1918-19), sous le commandement d'Andranik, marque la fin de sa carrière militaire.
L'indépendance de l'Arménie n'est qu'un rêve fugace que l'annexion du territoire par la nouvelle Union soviétique abolit et que le traité de Kars achève. La lutte n'a plus de sens et il quitte l'Arménie pour voyager en Europe puis aux États-Unis, à Fresno (Californie) en 1922, où il finit par s'installer avec sa nouvelle femme. Son nom et sa renommée lui permettent de collecter des fonds pour aider les orphelins arméniens.
Sa santé étant défaillante, il rejoint un sanatorium à Chico en Californie où il meurt le 31 août 1927. Il est enterré au cimetière Ararat de Fresno le 7 septembre 1927. Quelques mois plus tard, sa dépouille est exhumée et rapatriée à Paris au cimetière du Père-Lachaise (division 94), où trône encore sa statue, pour un second enterrement. En février 2000, ses cendres sont transférées en Arménie, au cimetière d'Erablur.

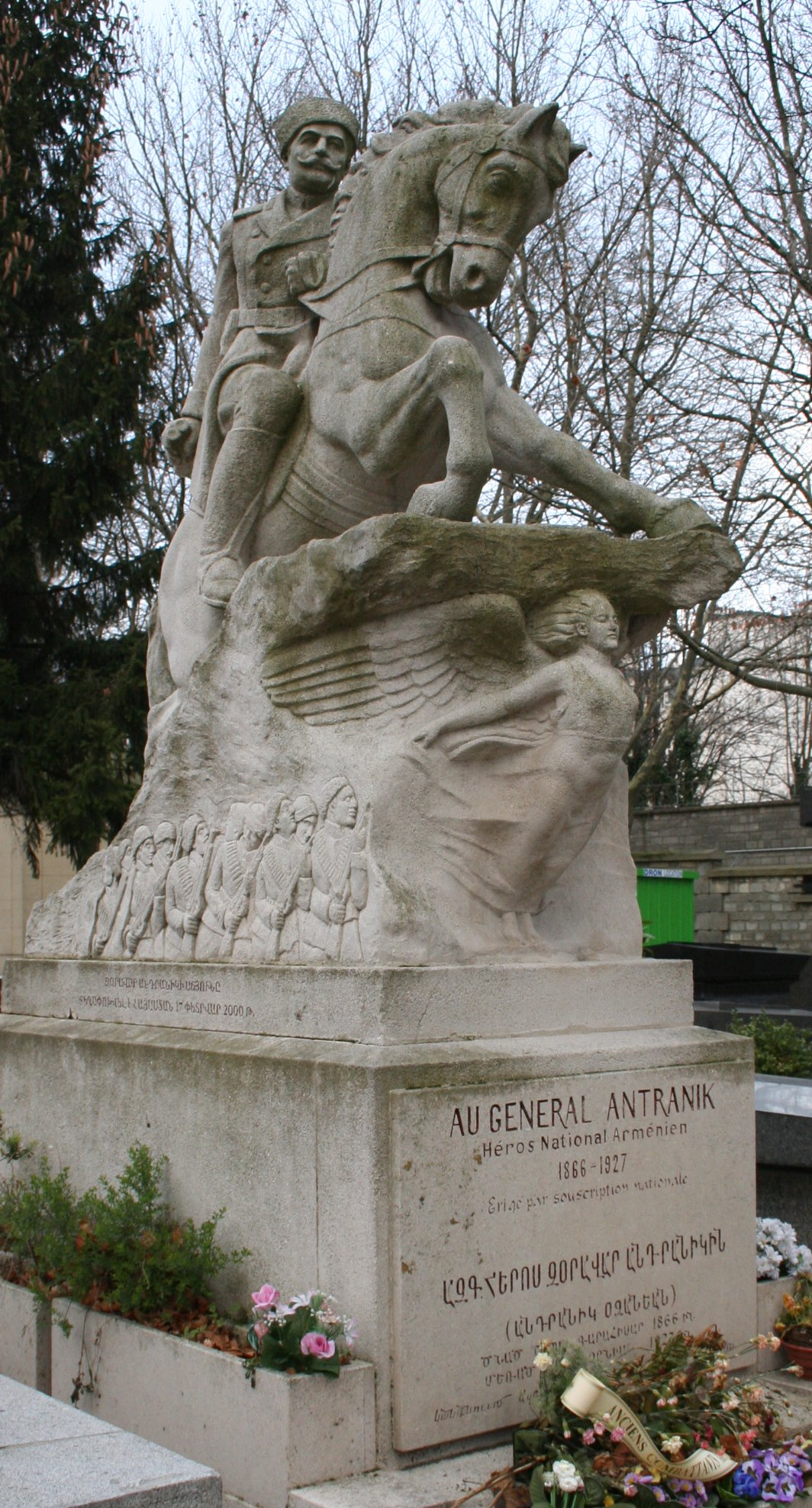
Statue du Général Antranik au cimetière du Père-Lachaise à Paris.
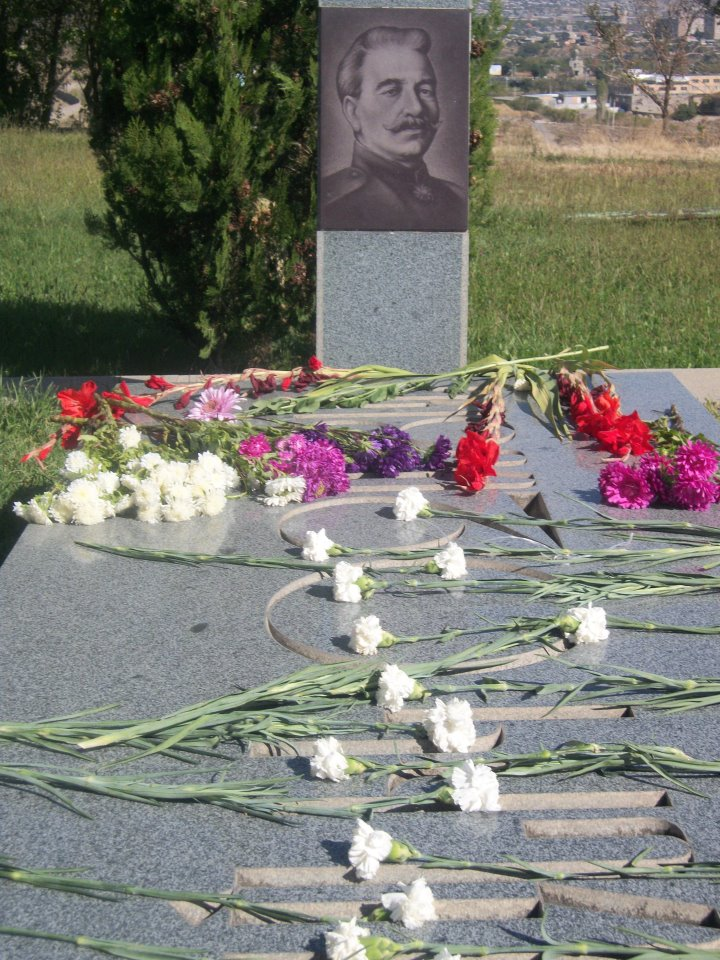
Tombe d'Andranik Ozanian au cimetière d'Erablur à Erevan.
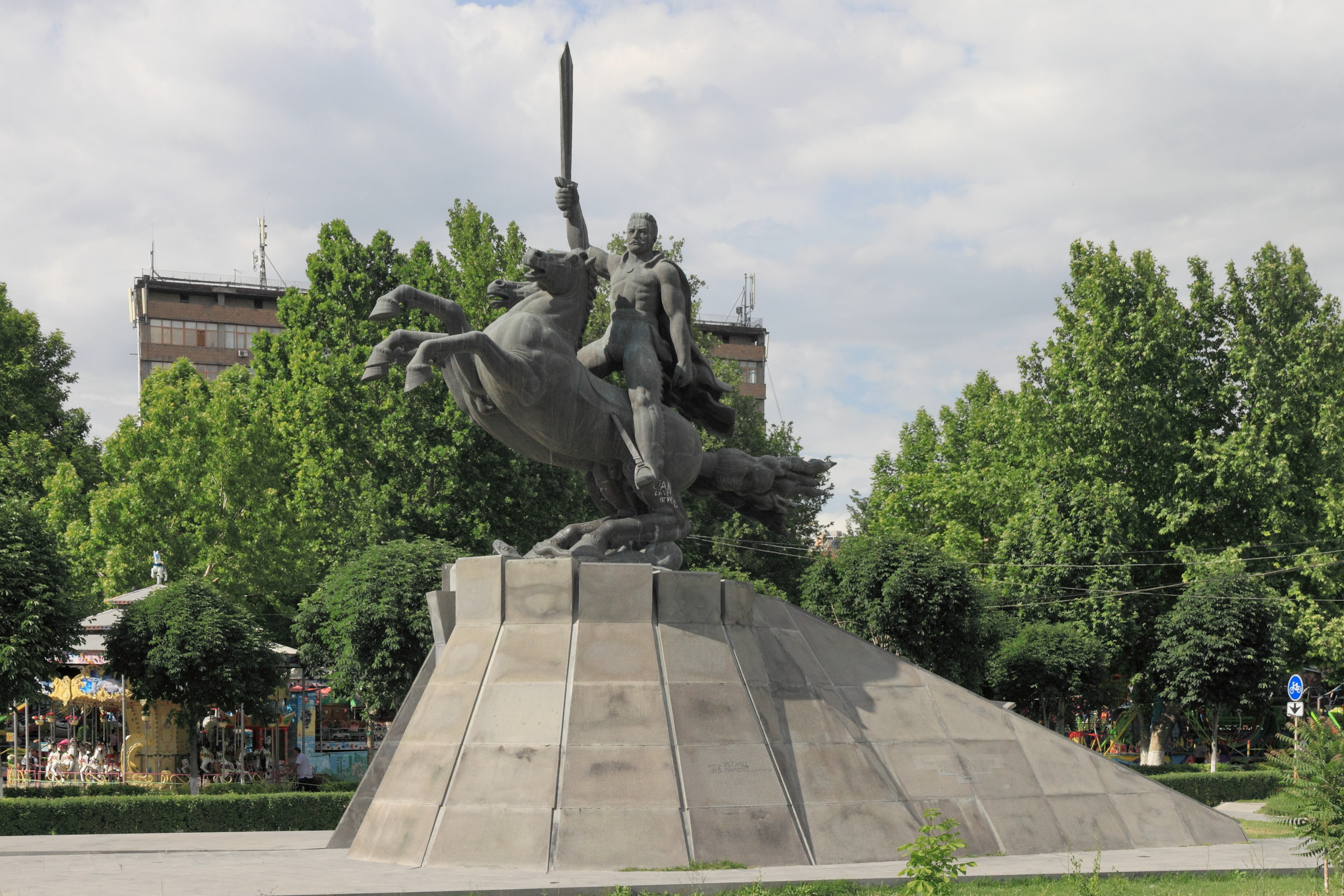
Statue du Général Antranik à Erevan

## Hommage
Il était connu pour son sens de l'humanisme et l'aide qu'il a apportés aux réfugiés, quelles que soient leurs origines ou religion.